# Rio Ozunca
O Rio Ozunca ou Rio Bățani é um afluente do rio Baraolt na Romênia. O nome Ozunca é utilizado principalmente para o curso superior do rio, enquanto o nome Bățani é utilizado para o curso inferior.

## References
- Administrația Națională Apelor Române - Cadastrul Apelor - București
- Institutul de Meteorologie și Hidrologie - Rîurile României - București 1971